# Pseudosauris miranda
Pseudosauris miranda är en fjärilsart som beskrevs av W. Warren 1903. Pseudosauris miranda ingår i släktet Pseudosauris och familjen mätare. Inga underarter finns listade.